# Association for the Scientific Study of Consciousness
Die Association for the Scientific Study of Consciousness (dt. „Interessenverband zur wissenschaftlichen Untersuchung des Bewusstseins“), kurz ASSC ist eine 1994 gegründete Vereinigung von Wissenschaftlern verschiedener Fachrichtungen und Philosophen mit dem Ziel der Erforschung des Bewusstseins. 2006 setzte sich der Vorstand der Vereinigung wie folgt zusammen: Daniel Dennett (Präsident), Stanislas Dehaene, Michael Gazzaniga, Geraint Rees, Axel Cleeremans, Alva Noë, Thomas Metzinger, Susana Martinez-Conde und Patrick Wilken.
Das erklärte Ziel der Gesellschaft ist die Förderung der wissenschaftlichen Untersuchung des Bewusstseins im Rahmen verschiedener Disziplinen, wie z. B. den Kognitionswissenschaften, den Neurowissenschaften, der Philosophie und anderen relevanten Disziplinen der Natur- und Geisteswissenschaften, die sich mit der Natur, der Funktion und den zugrundeliegenden Mechanismen des Bewusstseins beschäftigen („to encourage research on consciousness in cognitive science, neuroscience, philosophy, and other relevant disciplines in the sciences and humanities, directed toward understanding the nature, function, and underlying mechanisms of consciousness“).
Als Mitglieder ("full members") werden nur promovierte Wissenschaftler mit nachhaltigen und signifikanten Beiträgen zur wissenschaftlichen Erforschung des Bewusstseins akzeptiert. Daneben gibt es die Möglichkeit ein beigeordnetes Mitglied ("affiliate member") zu werden und damit eine Ermäßigung der Anmeldegebühren für die jährlich stattfindende Konferenz, sowie Ermäßigungen bei einigen wissenschaftlichen Verlagen zu erhalten.
Der Verein verleiht alljährlich den auf 1000 US-Dollar dotierten William James-Preis für herausragende empirische oder philosophische Beiträge von Nachwuchswissenschaftlern zur Erforschung des Bewusstseins. Der Verein hat zudem zwei offizielle Zeitschriften (Consciousness and Cognition und Psyche) und fungiert gelegentlich als Herausgeber wissenschaftlicher Bücher zu Themen der Bewusstseinsforschung. 
Die Mitglieder der ASSC organisieren seit 1997 eine alljährliche Konferenz an wechselnden Orten. 
Im Jahre 2005 fand die neunte Konferenz dieser Art am Caltech in Pasadena statt,
im Juni 2006 fand das zehnte Jahrestreffen der ASSC in Oxford statt. 
Die elfte Konferenz fand im Juni 2007 in Las Vegas statt; für 2008 ist eine Konferenz in Taipei geplant.